# 마르쿠 안토니우 지 마투스 필류
마르쿠 안토니우 지 마투스 필류(브라질 포르투갈어: Marco Antônio de Mattos Filho, 1986년 7월 3일 ~ )는 브라질의 축구 선수로 포지션은 공격형 미드필더이다. 마르키뉴(브라질 포르투갈어: Marquinho)라는 별칭으로도 알려져 있다.

## 수상 내역
플루미넨시 FC
- 캄페오나투 브라질레이루: 2010